# Oxyporus
Oxyporus ist eine Gattung der Käfer aus der Familie der Kurzflügler (Staphylinidae) innerhalb der Unterfamilie Oxyporinae. Sie kommt in Europa mit vier Arten vor, zwei sind auch in Mitteleuropa heimisch. Die Gattung ist die einzige der Unterfamilie Oxyporinae in Europa.

## Merkmale
Die Käfer sind bunt gefärbt und haben einen großen Kopf, der breiter ist als der Halsschild und große Mandibeln. Ihre Schläfen sind zum Rücken hin durch einen gekrümmten Eindruck abgegrenzt. Ihre Deckflügel haben feine Ränder, einen Nahtstreifen und zwei bis drei schlecht ausgeprägte Punktstreifen.

## Vorkommen und Lebensweise
Die Tiere leben in Wäldern und im Gebüsch an Hutpilzen.

## Arten (Europa)
- Oxyporus mannerheimii Gyllenhal, 1827
- Oxyporus maxillosus Fabricius, 1793
- Roter Bunträuber (Oxyporus rufus) (Linnaeus, 1758)
- Oxyporus dimidiatus Fabricius, 1798